# Đurička Rijeka
Đurička Rijeka (cyr. Ђуричка Ријека) – wieś w Czarnogórze, w gminie Plav. W 2011 roku liczyła 270 mieszkańców.